# Lasse Lehtinen

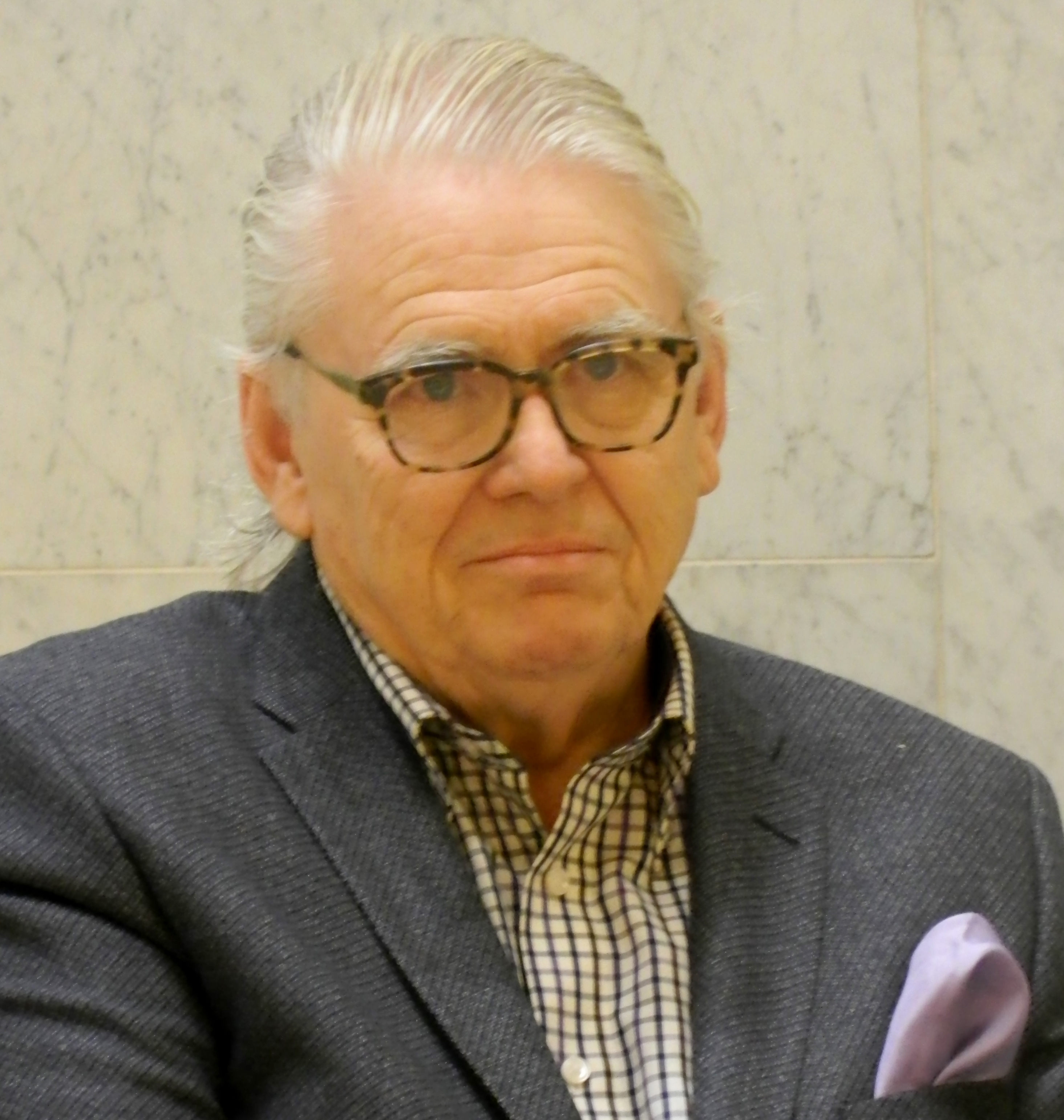
Lasse Lehtinen 2017 in Helsinki

Lasse Antero Lehtinen (* 23. Januar 1947 in Kotka) ist ein finnischer Politiker der Sozialdemokratischen Partei Finnlands und war von 2004 bis 2009 Mitglied des Europäischen Parlaments. Er ist auch als Journalist, Schriftsteller und Fernsehproduzent tätig.

## Biografie
Lasse Lehtinen wurde 1947 in Kotka geboren. Von 1957 bis 1965 ging er in Kuopio zur Schule. Sein Studium der Philosophie absolvierte er an der Universität Stockholm, wo er 1977 mit einem Master of Arts abschloss. 2002 wurde er an der Universität Oulu zum Doktor der Philosophie promoviert.
Lehtinen ist seit 1962 als Journalist tätig. So arbeitete er von 1966 bis 1969 bei Yhtyneet Kuvalehdet und danach weitere drei Jahre bei Yleisradio als Editor. Seit 1993 ist er auch als Produzent und Schriftsteller für das Fernsehen tätig. Von 1999 bis 2005 war er in insgesamt 212 Episoden Moderator der Sendung Haluatko miljonääriksi?, der finnischen Ausgabe von Who Wants to Be a Millionaire?.
1968 wurde Lehtinen Mitglied der Stadtverordnetenversammlung Kuopio, eine Position, die er bis 1980 innehatte. Von 1972 bis 1983 war er Mitglied des Finnischen Parlaments, danach war er bis 1990 als Diplomat tätig, erst im finnischen Außenministerium und dann in der finnischen Botschaft in London. 1990 unterstützte er Martti Ahtisaari bei dessen Präsidentschaftswahl als Kampagnendesigner.
2004 wurde Lehtinen in das Europäische Parlament gewählt, wo er Stellvertretender Vorsitzender der Delegation für die Beziehungen zu Kanada ist. Er gehörte der Sozialdemokratischen Fraktion im Europaparlament an.
Lehtinen hat bereits 30 Bücher verfasst. Er ist seit 1976 verheiratet und hat einen erwachsenen Sohn.

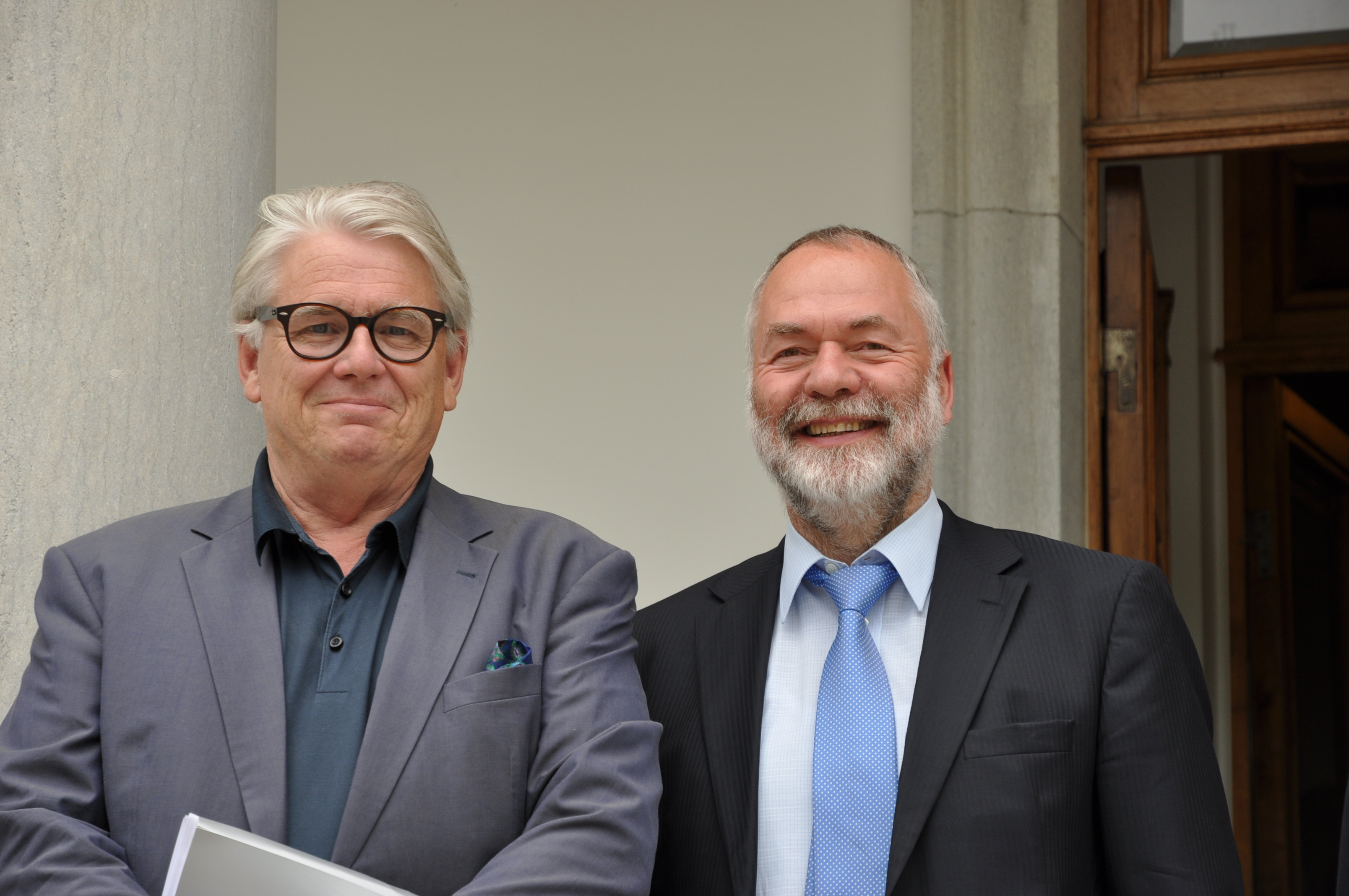
Lasse Lehtinen, Markus Meckel (2012)

## Werke
- Kekkosen lastenlapset. Essay, Kuopio 1979, ISBN 9516570623
- Virolainen – Tasavallan isäntärenki. Biografie über Johannes Virolainen, WSOY, Porvoo 1980, ISBN 9510101583
- Fagerholm – Kekkosen tasavallan kakkonen. Pohjoismaisen poliitikon muotokuva. Biografie über Karl-August Fagerholm, WSOY, Porvoo 1981, ISBN 9510108510
- Työläjärvi – Tasavallan tahtonainen. Naispoliitikon muotokuva. Biografie über Pirkko Anikki Työläjärvi, Söderström/WSOY, Porvoo 1982, ISBN 951011460X
- Uskottu mies. Roman, Söderström/WSOY, Porvoo 1983, ISBN 9510121134
- Tuntematon kersantti. Roman, Söderström/WSOY, Porvoo 1984, ISBN 9510124699
  - Blood, sweat, and bears. übersetzt ins Englische durch Jeremy Parsons, Brasseys/Macmillan, 1990, ISBN 0080403506
- Satumainen onni. Roman, Söderström/WSOY, Porvoo 1985, ISBN 9510132926
- Valkoinen ihmissyöjä. Roman, WSOY, Porvoo 1986, ISBN 9789510168332
- Punainen vuorineuvos. Roman, Söderström/WSOY, Porvoo 1987, ISBN 9510146129
- Novellihenkilön kuolema. Bericht, SSKK:n erillispainos, 1988
- Minä ja Thatcher. Lontoon matkapöytäkirja. Reisetagebuch seines London-Aufenthaltes, WSOY, 1989, ISBN 978-9510159996
- Fyrkanvaltaajan kuolema. Roman, Söderström/WSOY, Porvoo 1990, ISBN 9510165093
- Kotilaisen kotiryssä. Roman, Söderström/WSOY, Porvoo 1991
- Euroopan umpisuoli. Essay, WSOY, Porvoo 1992, ISBN 9510183032
- Meidän Herramme kuopiolaisia. Buch mit Jorma Komulainen, 1992
- Luodinkestävä luutnantti. Roman, WSOY, 1993
- Täyteläistä elämää. Kochbuch, Otava, 1994, ISBN 9789511128823
- Matkalla Mäntyniemeen. Martti Ahtisaaren tie presidentiksi. Reportage über Martti Ahtisaari, verfasst mit Jorma Komulainen, WSOY, 1994, ISBN 9510201472
- Keltainen noutaja. Roman, WSOY, 1994, ISBN 9510196460
- Luotettavat muistelmat. Autobiografie, WSOY, 1996, ISBN 9789510214909
- Luotettavat muistelmat 2. Autobiografie, WSOY, 1997, ISBN 9789510220177
- Karhun varjossa. Roman, WSOY, 1998, ISBN 9789510228937
- Entisen presidentin tekijä. Tagebuch, WSOY, 2000, ISBN 9789510243572
- Luonnekuvia. Roman, WSOY, 2001, ISBN 9789510256633
- Aatosta jaloa ja alhaista mieltä, SDP:n ja Urho Kekkosen suhteet 1944–1981. Dissertation, WSOY, 2002, ISBN 9789510267059
- Minun metsäni. Roman über die finnische Forstwirtschaft, Edita-Verlag, 2002, ISBN 9789513734824
  - Mein Wald – Voller Leben. Edita-Verlag, 2002, ISBN 9789513735913
- Kynällä, kameralla, kiväärillä. Weilin+Göös, 2004, ISBN 9789510294277
- Kansakunnan sijaiskärsijät Geschichtsbuch, verfasst mit Hannu Rautkallio, WSOY, 2005, ISBN 9789510307977
- Sodankäyntiä sanoin ja kuvin – Suomalainen sotapropaganda 1939–44. Essay, WSOY, 2006, ISBN 978-951-0-32025-9
- Siivetönnä en voi lentää. Roman, WSOY 2008, ISBN 978-951-0-32045-7